# Kress (Texas)
Kress è una città degli Stati Uniti d'America, situata nello Stato del Texas, nella Contea di Swisher.